# Karlsplatz

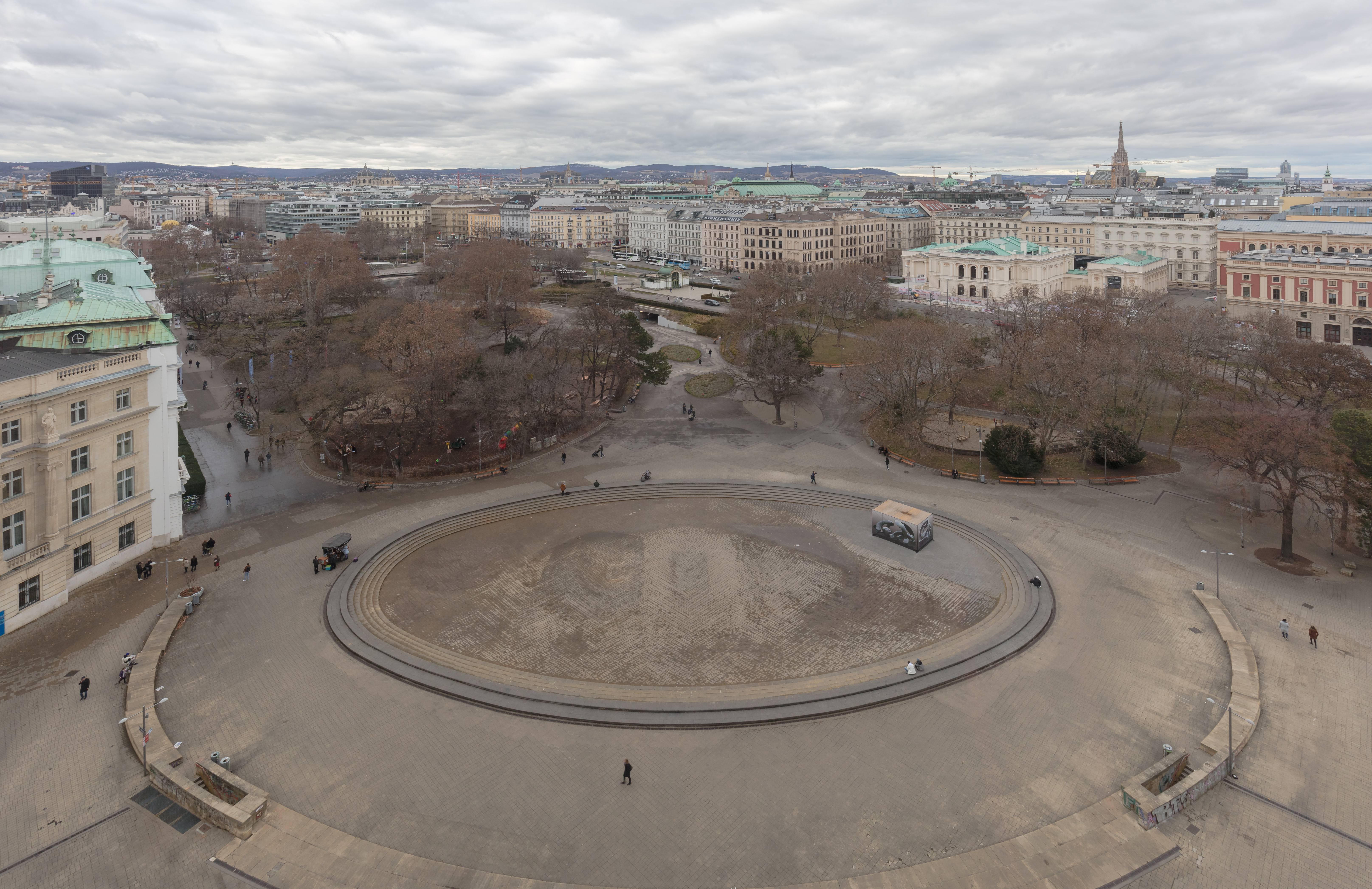
Vista de la plaza desde la iglesia de San Carlos.

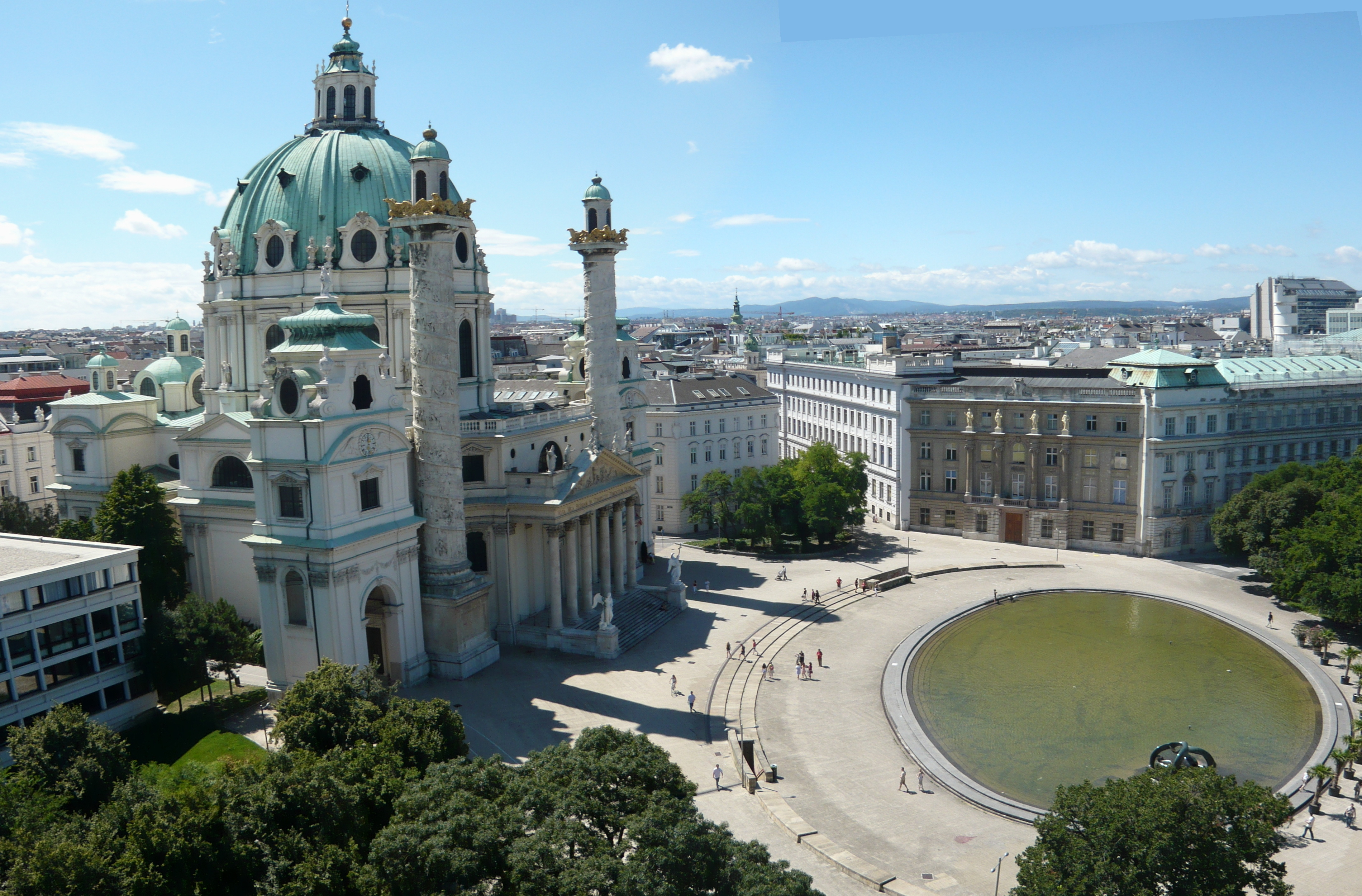
Karlskirche en la Karlsplatz, Viena.

Karlsplatz ("Plaza Carlos") es una plaza situada en los límites entre el primer y el cuarto distrito de Viena. Es uno de los puntos mejor conectados y más visitadas de la ciudad. En la Karlplatz se sitúa la Kalrskirche o Iglesia de San Carlos Borromeo.
Al primer distrito se puede acceder a través del metro (estación Karlsplatz) o a través de la calle Operngasse. Los pabellones de la antigua estación de tranvía Karlsplatz siguen en pie, pese a la construcción del Metro de Viena, U-Bahn system.

## Descripción
El área más grande de la plaza en el lado sur, Resselpark, lleva el nombre del inventor Josef Ressel, adornado por numerosos monumentos, ocupa la mayor parte de la plaza y se sitúa en el lado sur. La Evangelische Schule (Escuela Evangélica) y la Technische Universität Wien se sitúan también en la plaza. Esta es rodeada por la Karlskirche, que tiene un tanque de agua y una escultura de Henry Moore enfrente, el edificio del Museo de Viena y el edificio de seguros Winterthur. 

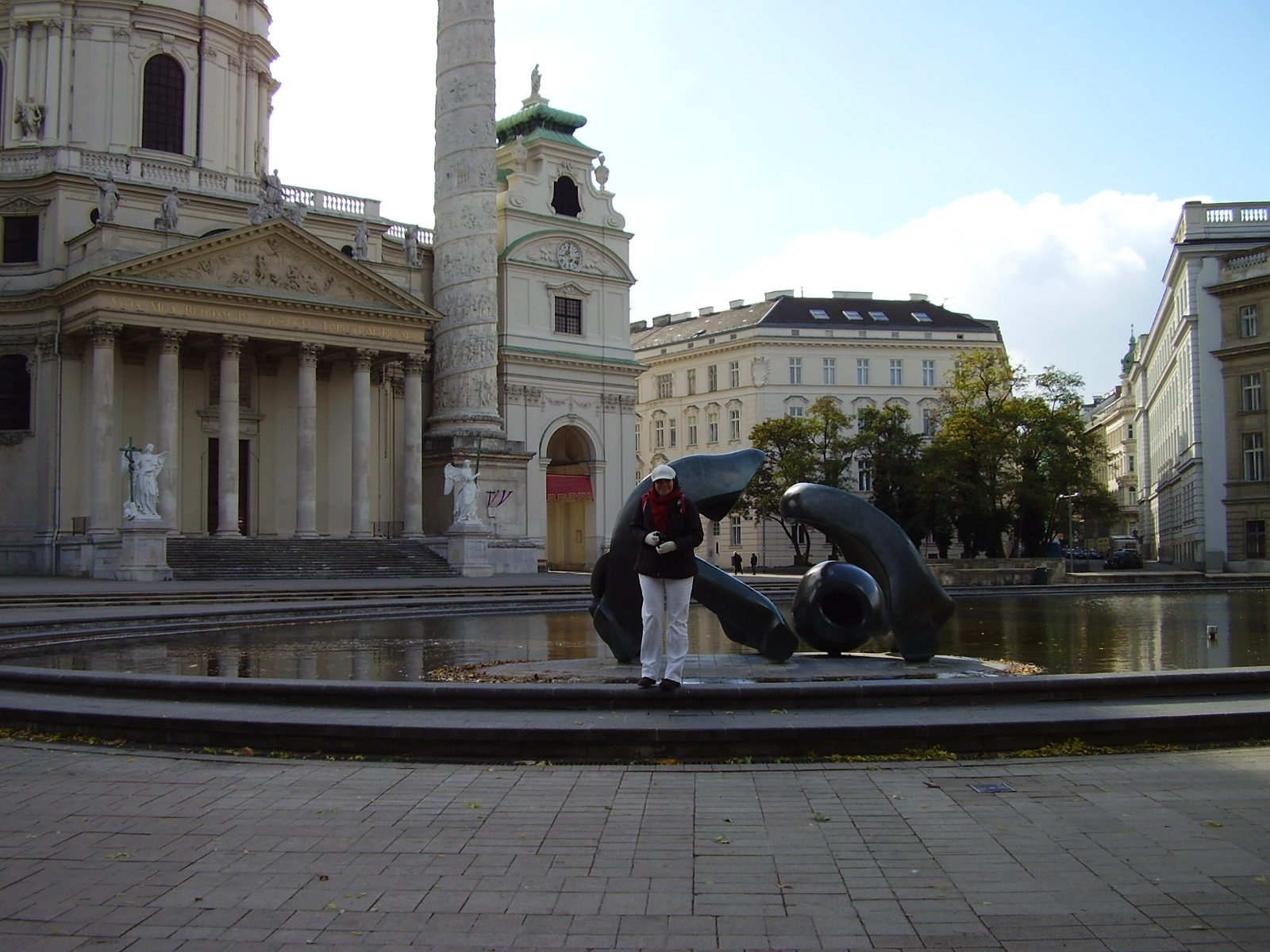
Plaza frente a la Karlskirche.
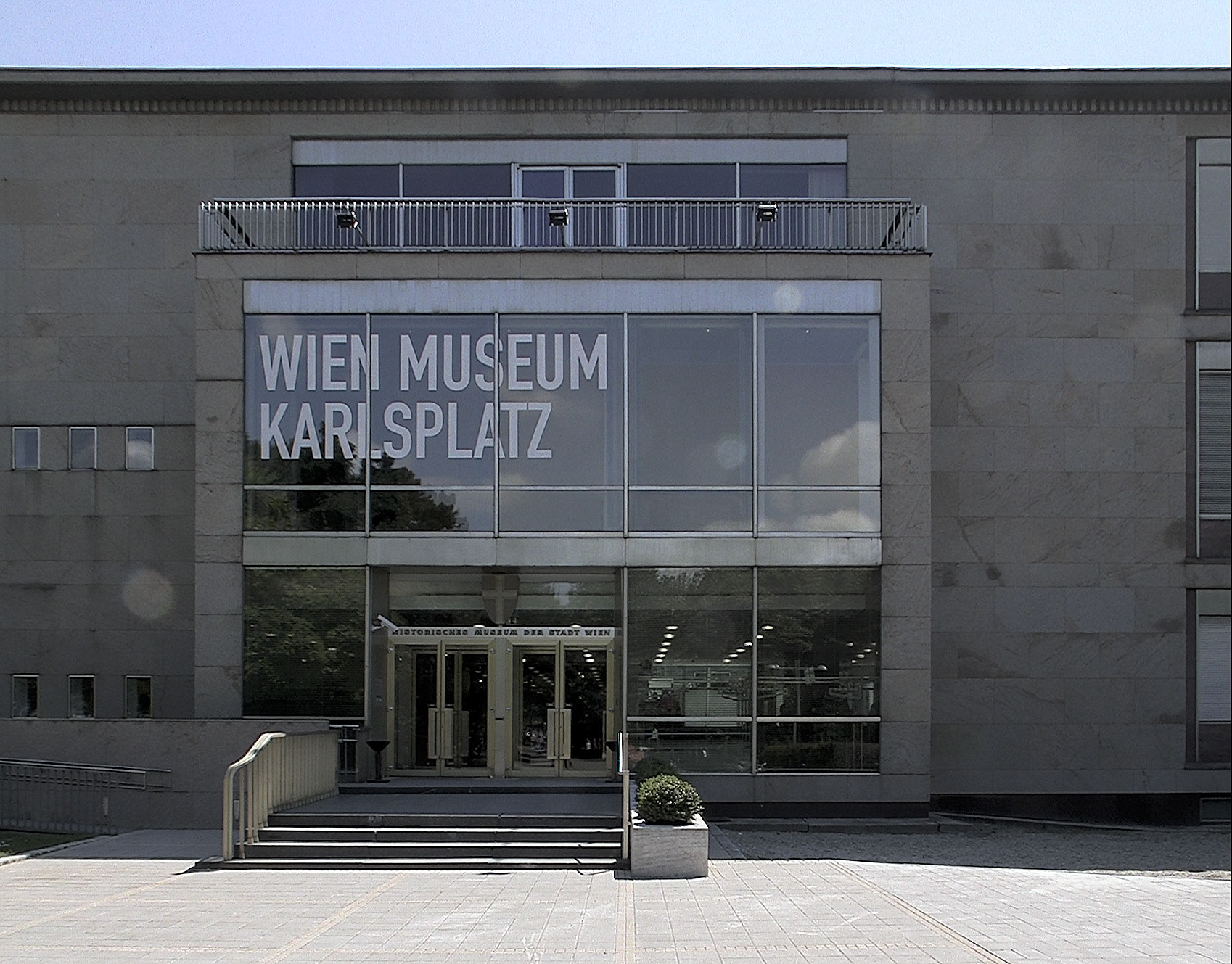
Museo de Viena
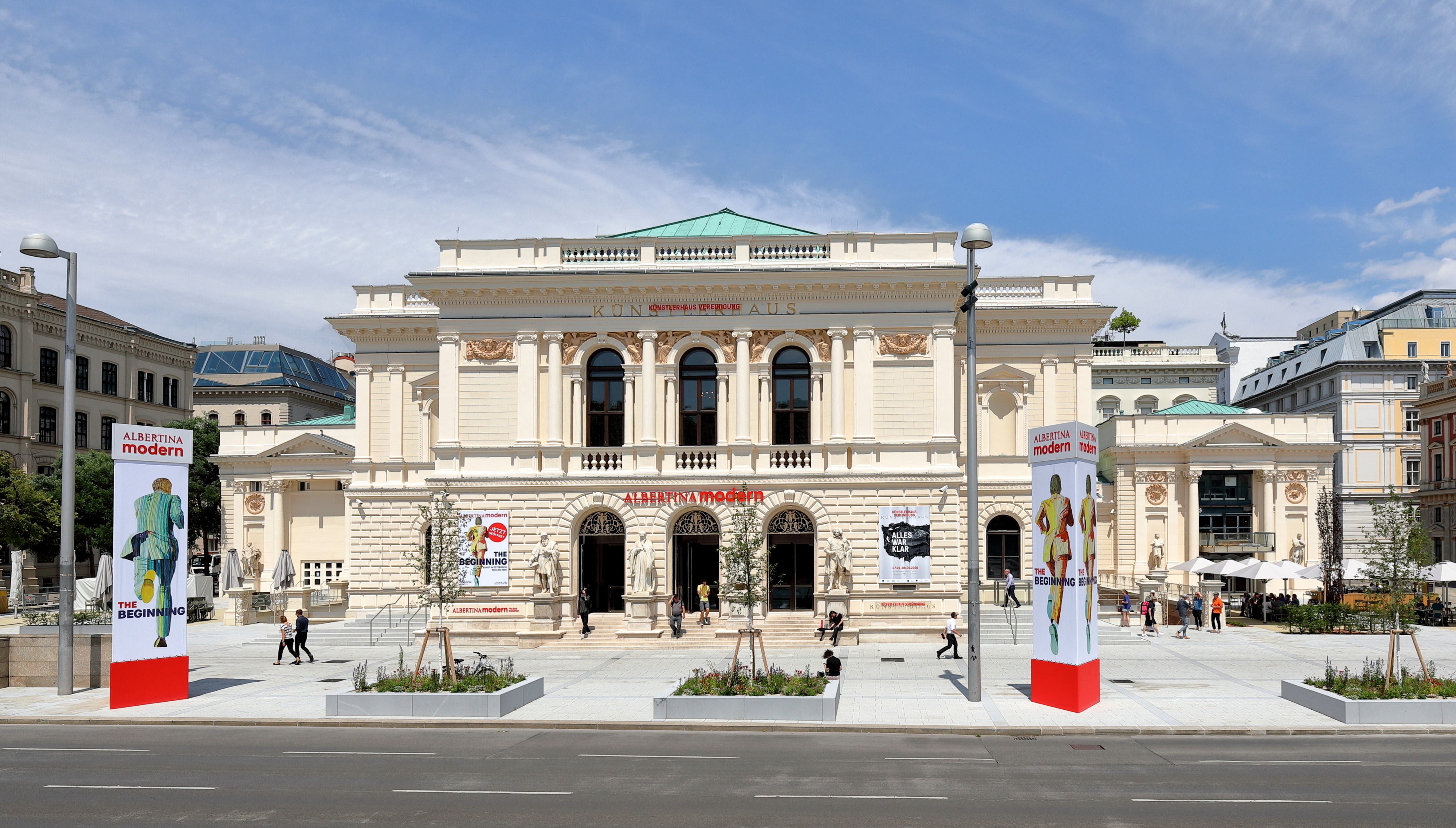
Künstlerhaus
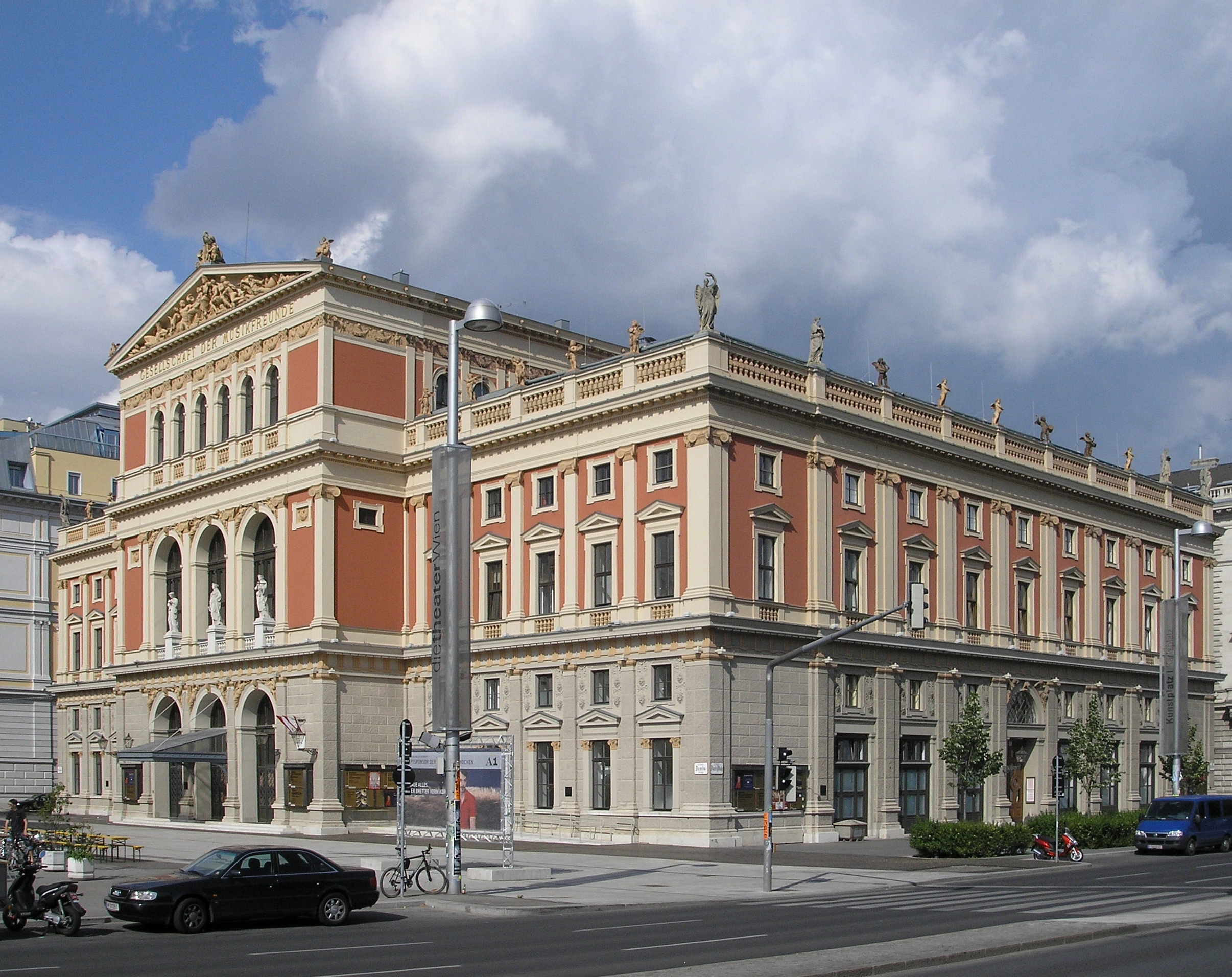
Wiener Musikverein

Separada de la plaza, en el lado Norte se encuentran los edificios de la Wiener Musikverein (Sociedad de Música de Viena), el Kunstlerhaus (casa de arte) y la Handelsakademie (la Escuela de Negocios). En la página web de la asociación Karlsplatz.org Verein zur Forderung d. kulturellen Belebung offentlicher Raume hay disponible un vídeo de la plaza y una lista de eventos.www.karlsplatz.org.
En el límite oeste la Secesión y el Foro Novomatic (antes Edificio de Oficinas), el lugar por el que pasa aquí en la zona del Naschmarkt. Cerca del edificio de la biblioteca de la Universidad se encuentra el Parque Rosa Mayreder con el espacio del proyecto Karlsplatz, una sucursal de la Kunsthalle Wien.

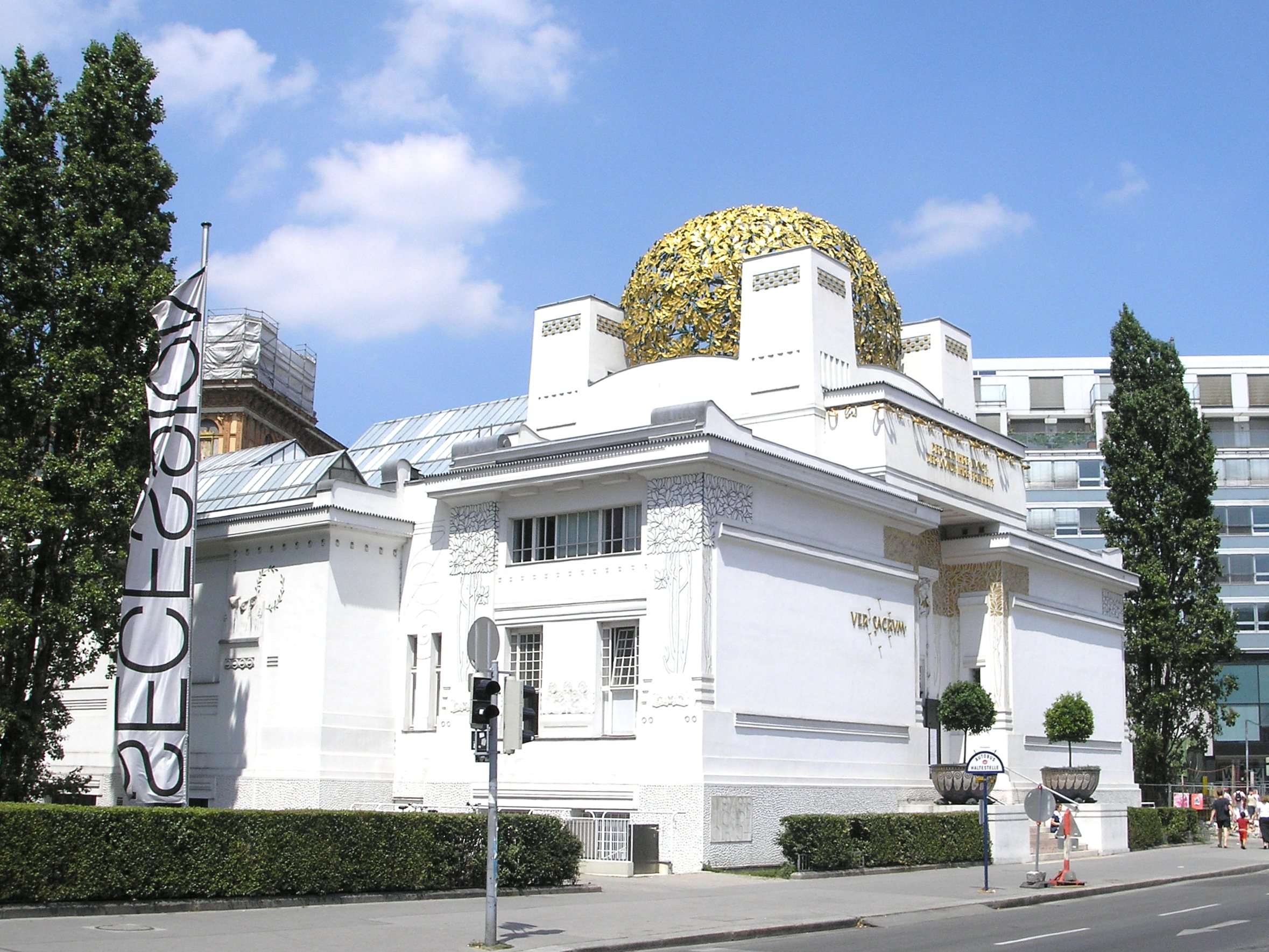
Wiener Secessionsgebäude.
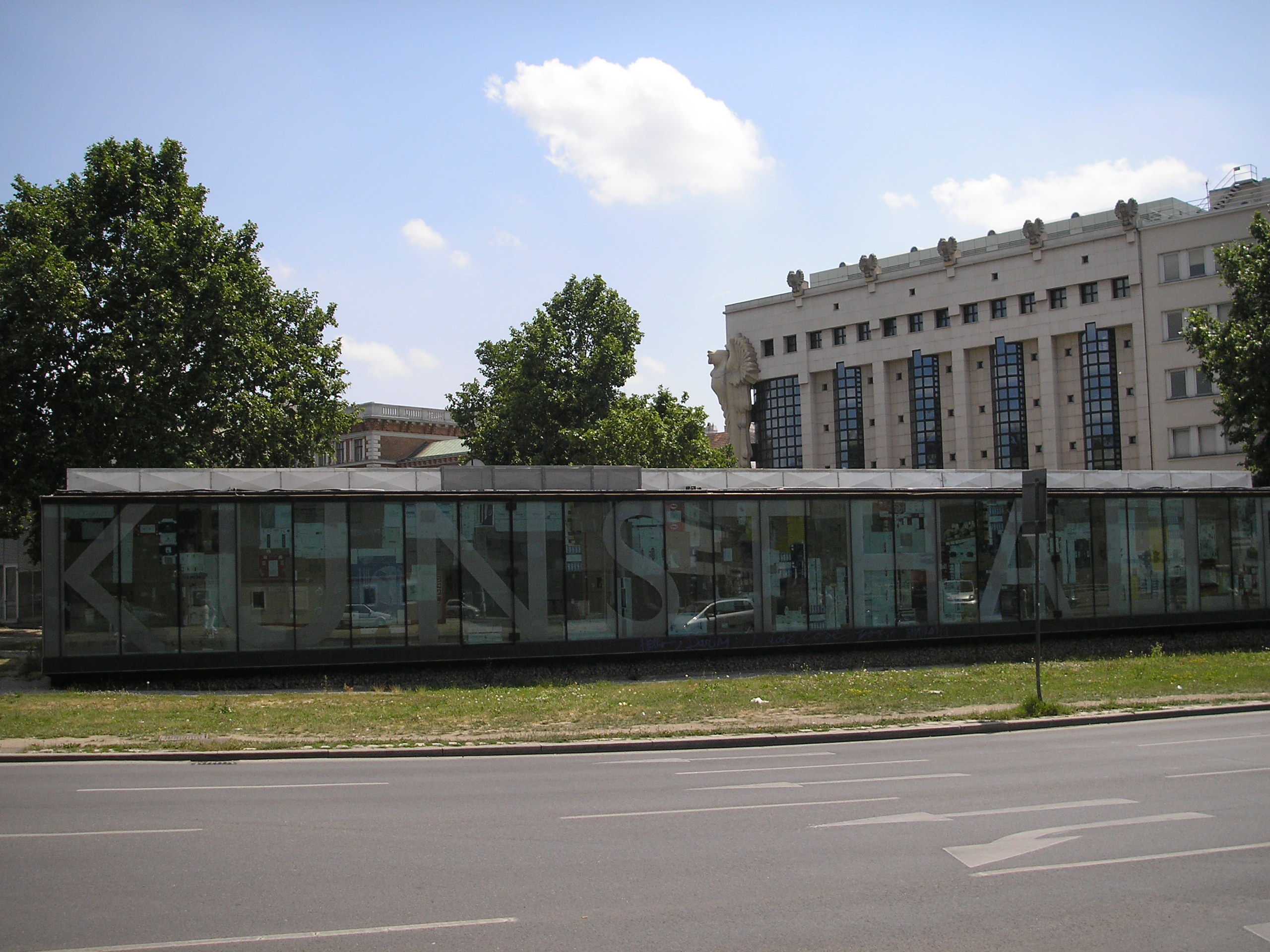
Kunsthalle Wien.
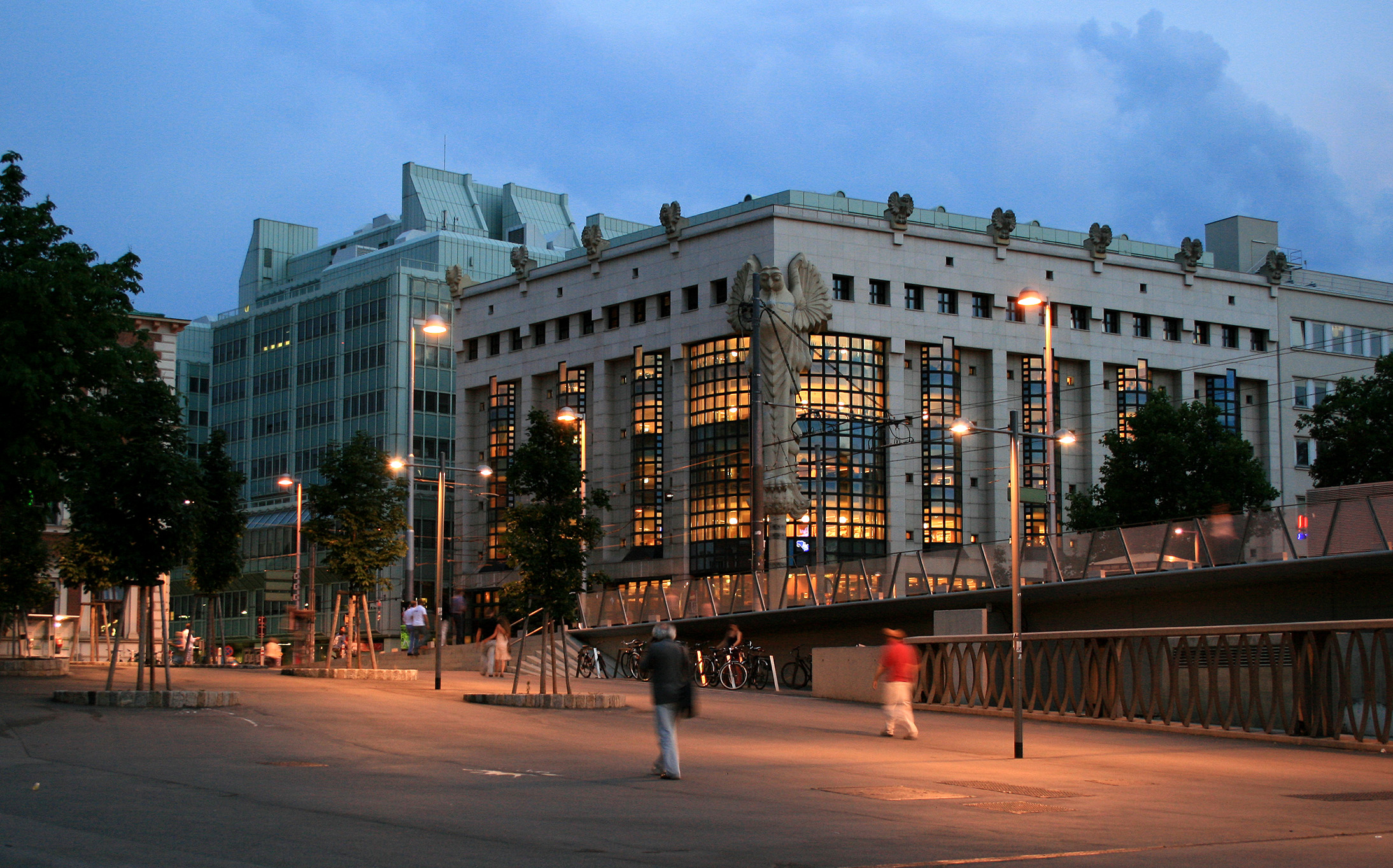
Biblioteca de la Universidad Técnica de Viena.
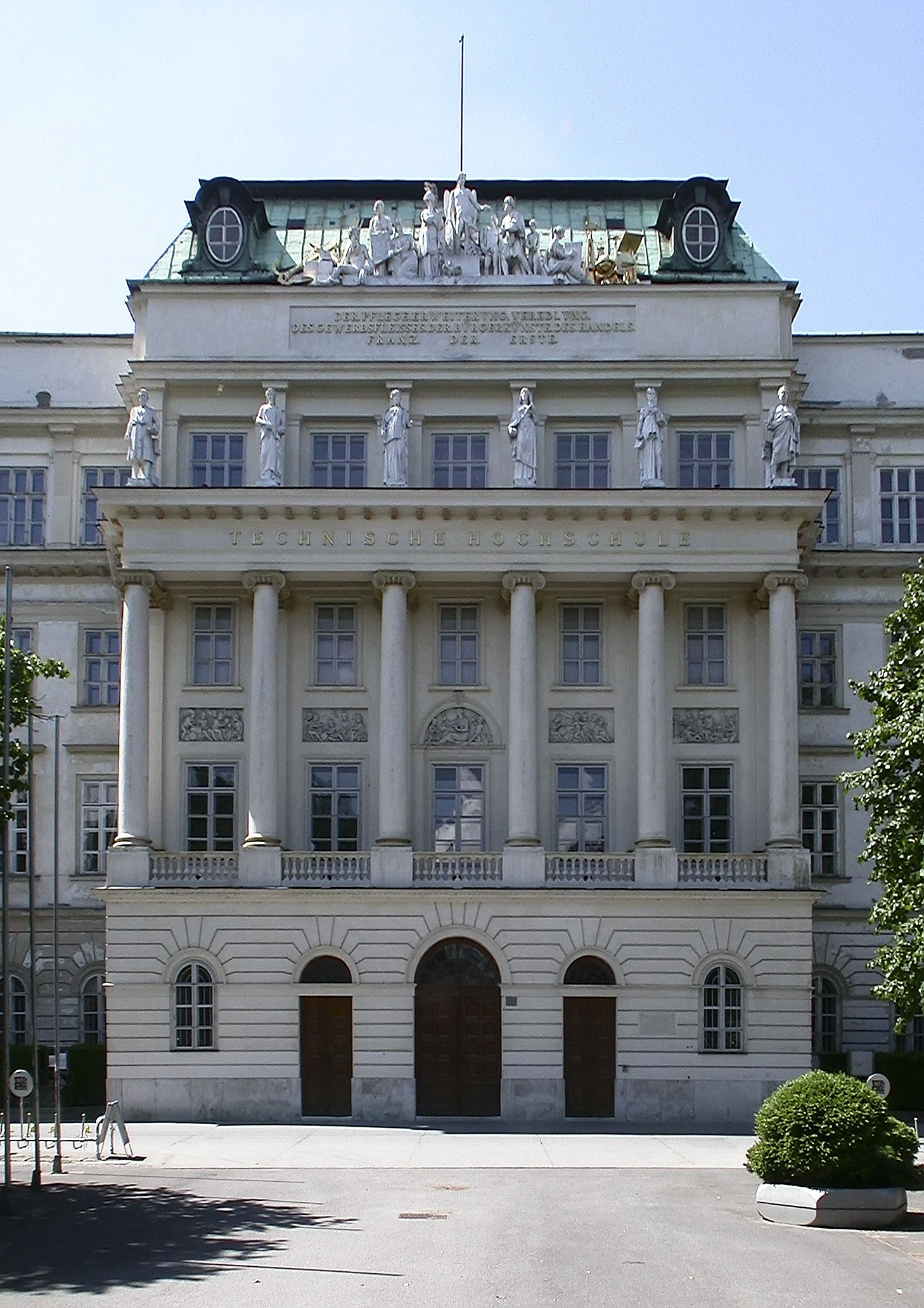
Casa Central de la U.T. de Viena.

## Tráfico

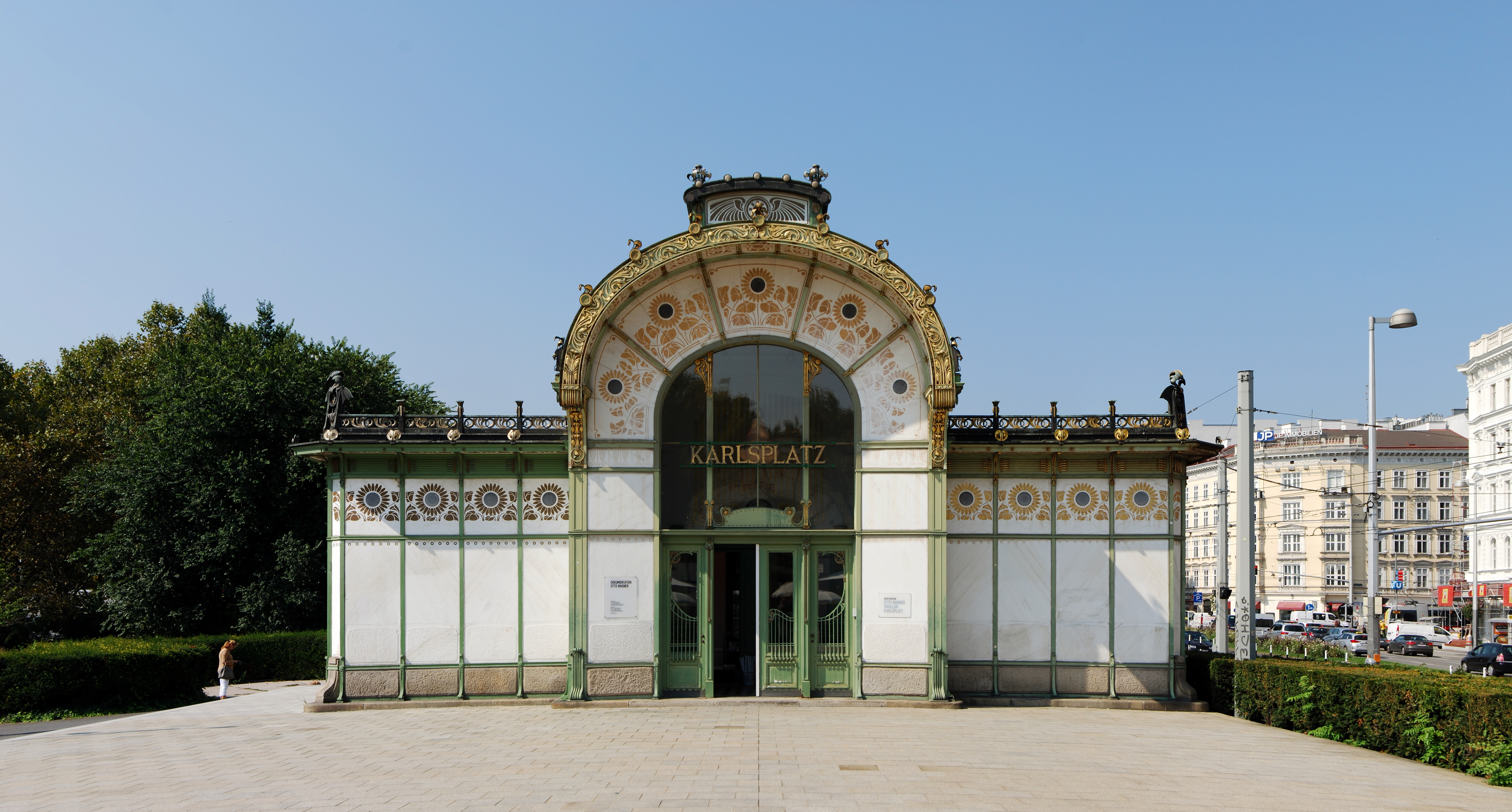
El edificio de recepción de la antigua estación de tren ligero, hoy conocido como Otto Wagner Pavilion.

Karlsplatz es uno de los puntos de tráfico más importantes de la ciudad, cinco flujos de tráfico diferentes forman un nodo aquí:
- La línea de Viena (B1), la llamada "Salida Oeste" o "Entrada Oeste" a los suburbios occidentales a principios de la Autopista Occidental.
- La línea 2, procedente del norte y noroeste.
- Operngasse y Kärntnerstraße a la carretera de circunvalación de la Ópera Estatal como conexión con el noreste.
- Lorena en la carretera (B1) a Schwarzenbergplatz y al Canal del Danubio en Urania como conexión con el Este.
- Operngasse y Margaret Street en el sur de la ciudad y la autopista de los suburbios del sur.

## Planificación

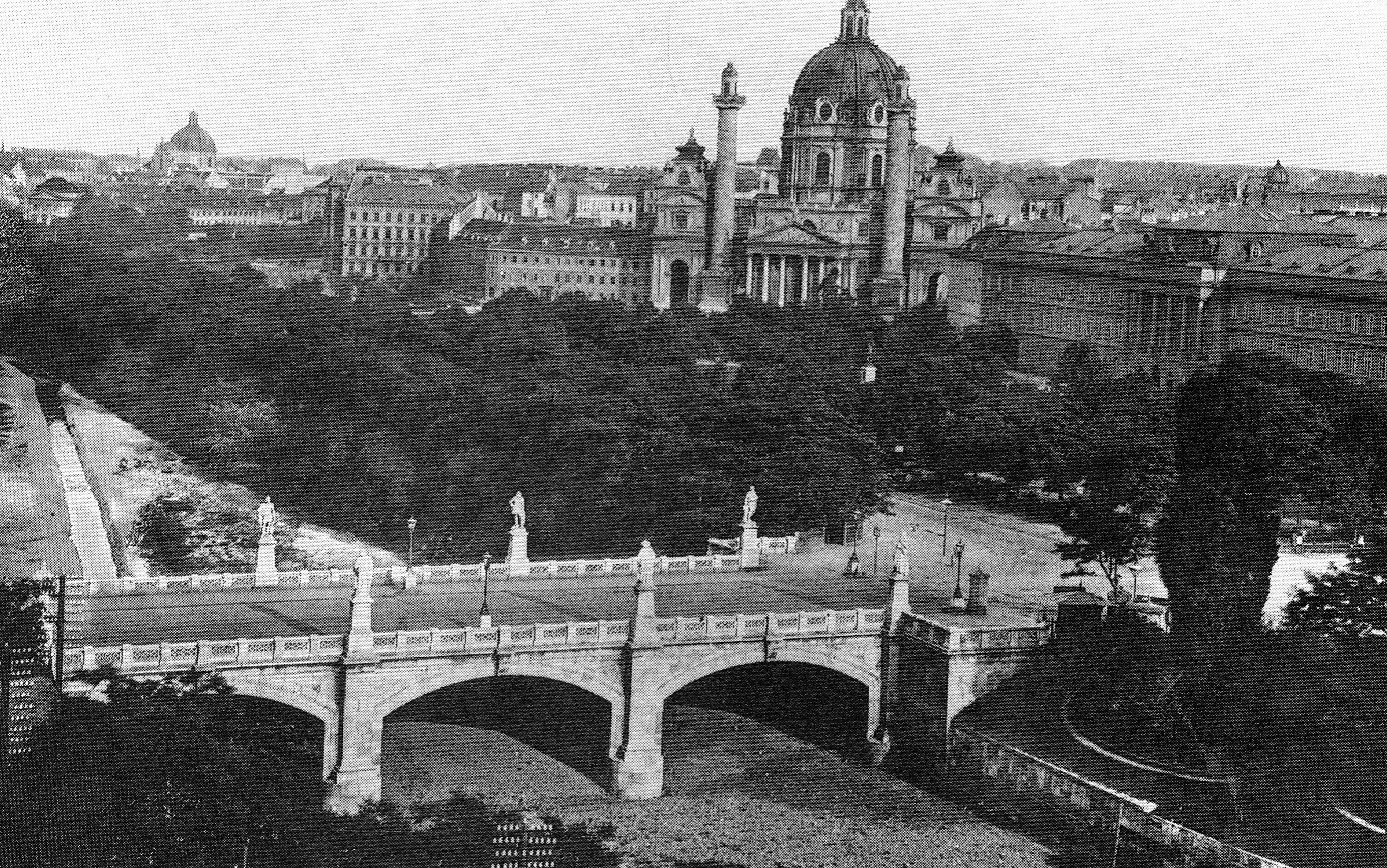
El Puente Era Elizabeth en 1895.

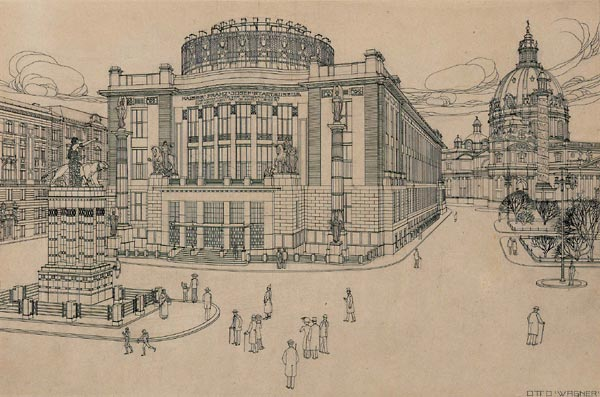
Diseño de Otto Wagner para la remodelación de Karlsplatz y el establecimiento del Museo de la Ciudad del Emperador Franz Joseph, que ahora alberga el Museo de Viena (1909).

Antes de que se construyera la Karlsplatz, existía el puente decorativo Era Elizabeth, construido en 1854 y llamado así por la joven esposa del Emperador ("Sisi"). El puente se equipó en 1867 con esculturas fijas, que ahora presiden la tribuna del Ayuntamiento. El 20 de abril de 1897 fue bloqueado y posteriormente demolido.
A raíz de esto, la reprogramación del puente del río Viena provocó una plaza larga y equipada con nuevos edificios emblemáticos. El 7 de mayo de 1901, el ayuntamiento estableció un concurso de arquitectura sobre el nuevo diseño.
En la primavera de 1903, Otto Wagner hizo y exhibió públicamente modelos bidimensionales al alcalde Karl Lueger. En una conferencia de prensa el 3 de noviembre de 1907, elogió el proyecto de Wagner, pero se pronunció en contra de la naturaleza del Post Office Savings Bank. Entonces la Princesa Pauline Metternich movilizó a miembros conservadores de la alta nobleza contra el proyecto, cuya petición recibió 6.000 firmas de apoyo en poco tiempo. En enero de 1910, llegó a la Karlsplatz todavía trazando un segmento de fachada en el tamaño original de Wagner. Después de la muerte del consejo de Lueger decidió el 14 de julio de 1911, el establecimiento del Museo de la Ciudad en el diseño - pero finalmente esto no se produjo.
En el período de entreguerras se produjo en la Karlsplatz principalmente edificios temporales (como un centro comercial en el sitio del actual Museo de Viena), después de 1945 estuvo dominado por consideraciones de planificación del transporte (aunque no llegó a la de George Lippert otros y propuso elevados soluciones de carreteras). Los concursos de arquitectura de Karlsplatz en cuestión fueron 1946, 1966, 1969 (relacionados con la construcción subterránea), 1971 (relacionados con la construcción de jardines). El diseño realizado con el estanque ovalado diseñado por el arquitecto de jardines sueco Sven Ingvar Anderson encontró las críticas más agudas de 1976-77: Clemens Holzmeister apareció como "conmocionado" sobre la superficie del agua frente a la Karlskirche, los medios de comunicación hablaron del " espacio del caos ". A pesar de esta prensa muy negativa, la aceptación del Resselpark de espacios verdes significativamente incrementado (y su estanque) hoy. En el transcurso de 2006 por Jakob Fina rediseñó la plantación de vegetación de la Karlsplatz donde se crearon el Parque Esperanto y el Parque Girardi.

## Arte y cultura

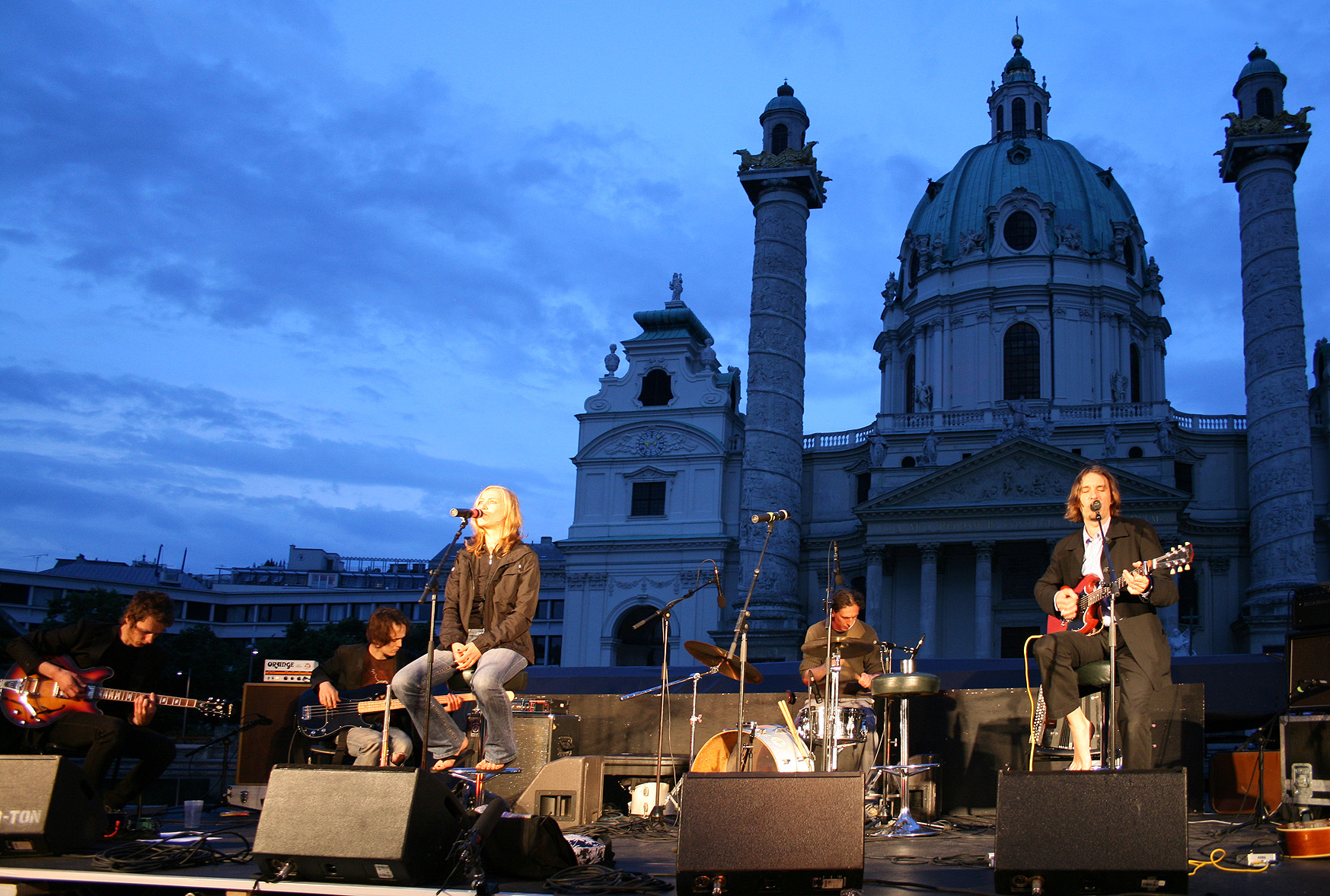
Kunstzone Karlsplatz 2008: Ernst Molden & Band.

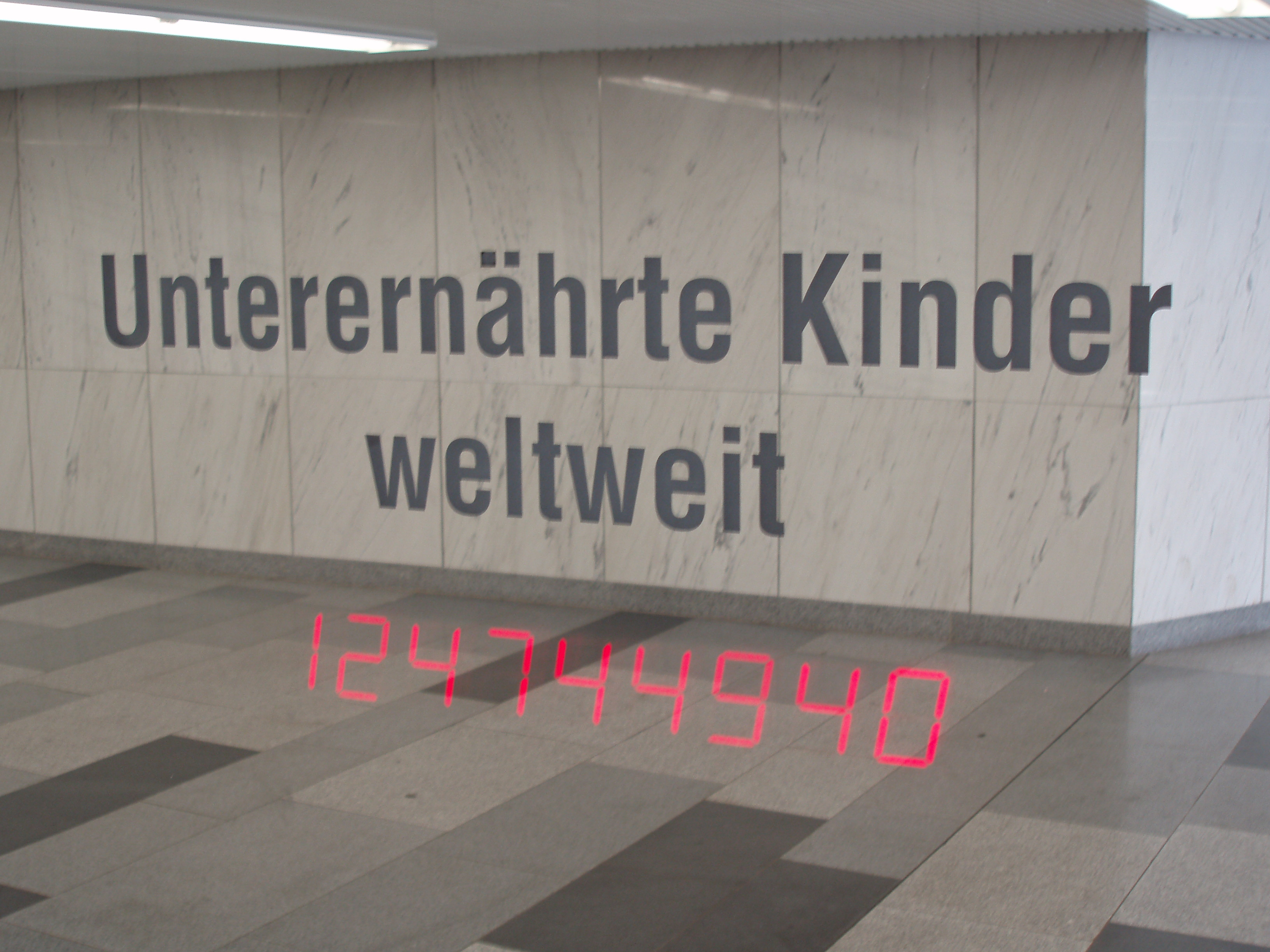
Un dato del proyecto de arte Pi en los pasajes subterráneos.

En 2004, representantes del Ayuntamiento de Viena, presentaron el proyecto "Karlsplatz Art Space Presentado". Los objetivos eran, entre otras cosas, un rediseño del parque en términos de jardinería, luz y espacio y concepto de enrutamiento, llamado mejora de la situación del tráfico para peatones y ciclistas y la promoción de proyectos de arte en la Karlsplatz.
Tras el rediseño del parque y la apertura de Rosa Mayreder, Girardi y Esperanto Park en 2006, el Holding Vienna encargó una filial 100% de Viena, con la continuación del proyecto. El 1 de agosto de 2006, el grupo de proyectos karlsplatz.org formado por Gabriela Hegedüs y Christoph Möderndorfer que desde 2004 se encargan de la organización de festivales literarios sonoros en el Barrio de los Museos , y Peter Melichar, también de ejecución. Es a través de la interconexión de las diversas instituciones establecidas alrededor de la plaza en los campos de las artes, la cultura y la educación (entre otras cosas, la Casa de los Artistas, el espacio del proyecto de la Kunsthalle, el Museo de Viena, la Universidad de Tecnología) del espacio en un área de intercambio cultural y, por lo tanto, a pesar del tráfico, técnicamente difícil, poder ser revivido.
La exposición de los United Buddy Bears se exhibió por primera vez en Austria en el año 2006, en la plaza Carlos. La inauguración contó con la presencia de Christiane Hörbiger, actriz cinematográfica y embajadora de UNICEF, junto con Michael Häupl, alcalde de Viena y Karin Schubert, alcaldesa de Berlín. Según la Ciudad de Viena, colaboradora del proyecto, cerca de un millón de visitantes se acercaron a la muestra a lo largo de sus seis semanas de duración.
En el verano de 2008, paralelamente al Campeonato Europeo de Fútbol de 2008 en Austria y Suiza se alineó, de karlsplatz.org, la Zona de Arte de Karlsplatz. En un "escenario flotante" en el estanque frente a la Karlskirche lo llevaron a diario para varios conciertos, especialmente músicos austriacos de la zona del cantautor, el pop más experimental y la canción vienesa contemporánea en lugar de escena, en un "escenario de árbol" actuaciones de artistas de performance. Desde 2010, se lleva a cabo en las instalaciones de Karlsplatz y algunas instituciones circundantes al comienzo de la temporada de verano al aire libre, el lugar Popfest de varios días.

### Cultura de las drogas
En la propia Austria, la palabra "Karlsplatz" es sinónimo de una escena de drogas abierta. Por esta razón, se estableció la primera zona de protección supervisada por la policía para la Ley de Policía de Seguridad (SPG).